# NGC 1879
NGC 1879 is een balkspiraalstelsel in het sterrenbeeld Duif. Het hemelobject werd op 18 november 1863 ontdekt door de Duitse astronoom Albert Marth.

## Synoniemen
- ESO 423-6
- IRAS 05178-3211
- MCG -5-13-16
- DDO 232
- UGCA 110
- AM 0517-321
- PGC 17113